# 2015 dans la poésie
Cet article présente les faits marquants de l'année 2015 dans la poésie.

## Décès

### Janvier
- 4 janvier : Yves Rouquette, Poète et écrivain français.
- 11 janvier : Claude-Michel Cluny, Poète, critique littéraire, critique de cinéma, nouvelliste et romancier français.

### Février
- 14 février : Philip Levine, Poète américain.

### Mars
- 4 mars : Ursula Șchiopu, Psychologue et poétesse roumaine.
- 9 mars : H. H. ter Balkt, Poète néerlandais.
- 18 mars : Samuel Charters, Musicien, écrivain et poète américain.
- 23 mars : Herberto Hélder, Écrivain et poète portugais.
- 26 mars : 
  - Richard O. Moore (en), Poète américain.
  - Tomas Tranströmer, Poète suédois.

### Avril
- 4 avril : Klaus Rifbjerg, Poète, écrivain, nouvelliste et scénariste danois.
- 9 avril : Gilbert Baqué, Poète français.
- 19 avril : Ahmed Laghmani, Poète tunisien.
- 21 avril : Abdel Rahmane al-Abnoudi, Poète égyptien.

### Mai
- 12 mai : Clod'aria, Poétesse française.

### Juin
- 17 juin : Chang Ch'ung-ho (en), Poète et chanteuse de kunqu sino-américaine, épouse d'Hans Fränkel (en).
- 22 juin : Gregorio Morales, Poète, écrivain et essayiste espagnol, représentant de l'Esthétique quantique.
- 25 juin : Hélène Monette, Poète et romancière québécoise.

### Juillet
- 12 juillet : Chenjerai Hove, Écrivain, journaliste, poète et essayiste zimbabwéen.
- 23 juillet : Mladen Dražetin, Docteur en sciences sociales, économiste, poète, écrivain et philosophe serbe.
- 24 juillet : Corsino Fortes, Juriste, poète, homme politique et diplomate cap-verdien.

### Septembre
- 17 septembre : Nelo Risi, Poète, réalisateur, scénariste et traducteur italien, frère de Dino Risi.
- 19 septembre : Herschel Silverman, Poète beat américain.
- 20 septembre : C.K. Williams, Poète américain.
- 26 septembre : Herri ar Borgn, Écrivain et poète français de langue bretonne.

### Octobre
- 16 octobre : Francesc de Paula Burguera, Poète, dramaturge, homme politique et journaliste espagnol.
- 24 octobre : Carlos Bousoño, Poète et critique littéraire espagnol.

### Novembre
- 6 novembre : François Rossel, Poète et éditeur suisse.
- 9 novembre : Ernst Fuchs, Artiste peintre, dessinateur, graveur, sculpteur, architecte, scénographe, compositeur, poète et chanteur autrichien.
- 15 novembre : Gisèle Prassinos, Poétesse, romancière, novelliste et plasticienne grecque.
- 24 novembre : Aurora Venturini, Romancière, nouvelliste, poétesse, traductrice et essayiste argentine.
- 28 novembre : Jean Joubert, Poète et écrivain français.

### Décembre
- 2 décembre : Ferenc Juhász, Poète hongrois.
- 5 décembre : William McIlvanney, Poète et écrivain écossais.
- 8 décembre : John Trudell, Poète, musicien et militant politique américain.
- 16 décembre : Peter Dickinson, Écrivain et poète britannique.
- 20 décembre : Alain Jouffroy, Écrivain et poète français.